# الحضور (سنحان)

تعديل مصدري - تعديل

الحضور هي إحدى قرى عزلة وادي الأجبار بمديرية سنحان وبني بهلول التابعة لمحافظة صنعاء، بلغ تعداد سكانها 621 نسمة حسب تعداد اليمن لعام 2004.